# Cerreto Grue
Cerreto Grue es una localidad y comune italiana de la provincia de Alessandria, región de Piamonte. Tiene una población estimada, a fines de 2017, de 305 habitantes.

## Evolución demográfica
| Gráfica de evolución demográfica de Cerreto Grue entre 1861 y 2001 |
|                                                                    |
| Fuente ISTAT - elaboración gráfica de Wikipedia                    |